# Sebastián Closter
Sebastián Closter (ur. 13 maja 1989 w El Trébol) – argentyński siatkarz, grający na pozycji libero. 

## Sukcesy klubowe
Puchar Challenge:
- 2017

Mistrzostwo Francji:
- 2017[2][3]
- 2024[4]

Superpuchar Francji:
- 2022[5]

## Sukcesy reprezentacyjne
Igrzyska Panamerykańskie:
- 2015